# Bahçekaşı, Ergani
Bahçekaşı là một xã thuộc huyện Ergani, tỉnh Diyarbakır, Thổ Nhĩ Kỳ. Dân số thời điểm năm 2008 là 35 người.